# Carlo Emanuele Giacinto di Simiana
Carlo Emanuele Filiberto Giacinto di Simiana, III marchese di Pianezza (Torino, 1608 – Torino, 3 giugno 1677), è stato un nobile, politico, militare e scrittore italiano.
Discendente di una famiglia della nobiltà provenzale, il marchese di Pianezza era legato alla corte sabauda da legami di sangue (era nipote per parte di madre di Emanuele Filiberto il Testa di Ferro, duca di Savoia).
Fu una delle personalità più influenti della reggenza di governo guidata dalla duchessa Cristina di Borbone-Francia per conto di Carlo Emanuele II di Savoia dopo la morte del padre, il duca Vittorio Amedeo I. Propugnatore del cattolicesimo, fu a capo della prima spedizione voluta dai Savoia contro ugonotti e valdesi  che inaugurò nel 1655 una guerra sfociata in un'ondata di violenze dette Pasque piemontesi conseguenza degli ostili rapporti tra Valdesi e Savoia, a seguito del trattato di Pace di Cavour del 5 giugno 1561, uno dei primi documenti ufficiali concedenti una libertà religiosa nella Storia Europea Occidentale con il diritto di professare pubblicamente la religione riformata.

## Biografia

### I primi anni
Carlo Emanuele Filiberto Giacinto di Simiana, nacque a Torino nel 1608 da Charles de Simiane, signore d'Albigny (1570-1608), e Matilde di Savoia (1577/78 - 1639). Il padre era discendente dall'antica famiglia Simiane della nobiltà della Provenza, in Francia, e si era impegnato personalmente nelle guerre di religione militando al comando del duca Giacomo di Savoia-Nemours, preferendo poi passare al servizio del duca Carlo Emanuele I di Savoia anziché accettare Enrico IV di Francia, ex protestante, come proprio sovrano.
La madre Matilde di Savoia, era figlia naturale di Emanuele Filiberto di Savoia e Beatrice Langosco figlia del Gran Cancelliere Tommaso di Langosco Stroppiana poi legittimata Savoia e sorellastra del futuro duca Carlo Emanuele I.
Carlo Emanuele Filiberto Giacinto nacque postumo e cresciuto dalla madre in un clima di rigore cattolico, questo influenzerà il suo pensiero nel resto della sua vita.

### Il regno di Vittorio Amedeo I
La situazione mutò radicalmente nel 1630 con l'ascesa al trono di Vittorio Amedeo I: in quell'anno, Carlo Emanuele Giacinto sposò la marchesa Giovanna Arborio Gattinara, già vedova di Ludovico Parpaglia di Revigliasco. Egli inoltre venne ammesso ai suoi primi incarichi politici dal nuovo duca che nel 1632 lo nominò suo ambasciatore straordinario presso l'imperatore Ferdinando II del Sacro Romano Impero con lo specifico compito di concordare la cessione della parte del territorio del Monferrato ottenuta grazie al trattato di Cherasco. Facendosi notare alla corte di Vienna, Carlo Emanuele acquisì familiarità con l'imperatore e nel 1634 riuscì ad acquistare il feudo di Livorno di Vercelli dal principe Giovanni Ulrico di Eggenberg. Rientrato in patria, venne chiamato a fare parte del consiglio ducale. Iniziò parallelamente una proficua carriera militare nel corpo di cavalleria, servendo sotto il generale marchese Guido Villa, dal quale venne promosso dapprima tenente di una compagnia di corazzieri e poi colonnello, sino a raggiungere il grado di tenente generale di cavalleria. Tra i suoi principali testi di formazione vi fu Le parfaict capitaine dell'ugonotto Enrico II di Rohan (Parigi, 1636) e l'Historia delle guerre civili di Francia stampato a Venezia nel 1630 dal cattolico Enrico Caterino Davila oltre alla lettura quotidiana del De Imitatione Christi.

### "Primo ministro" della duchessa reggente Cristina di Francia

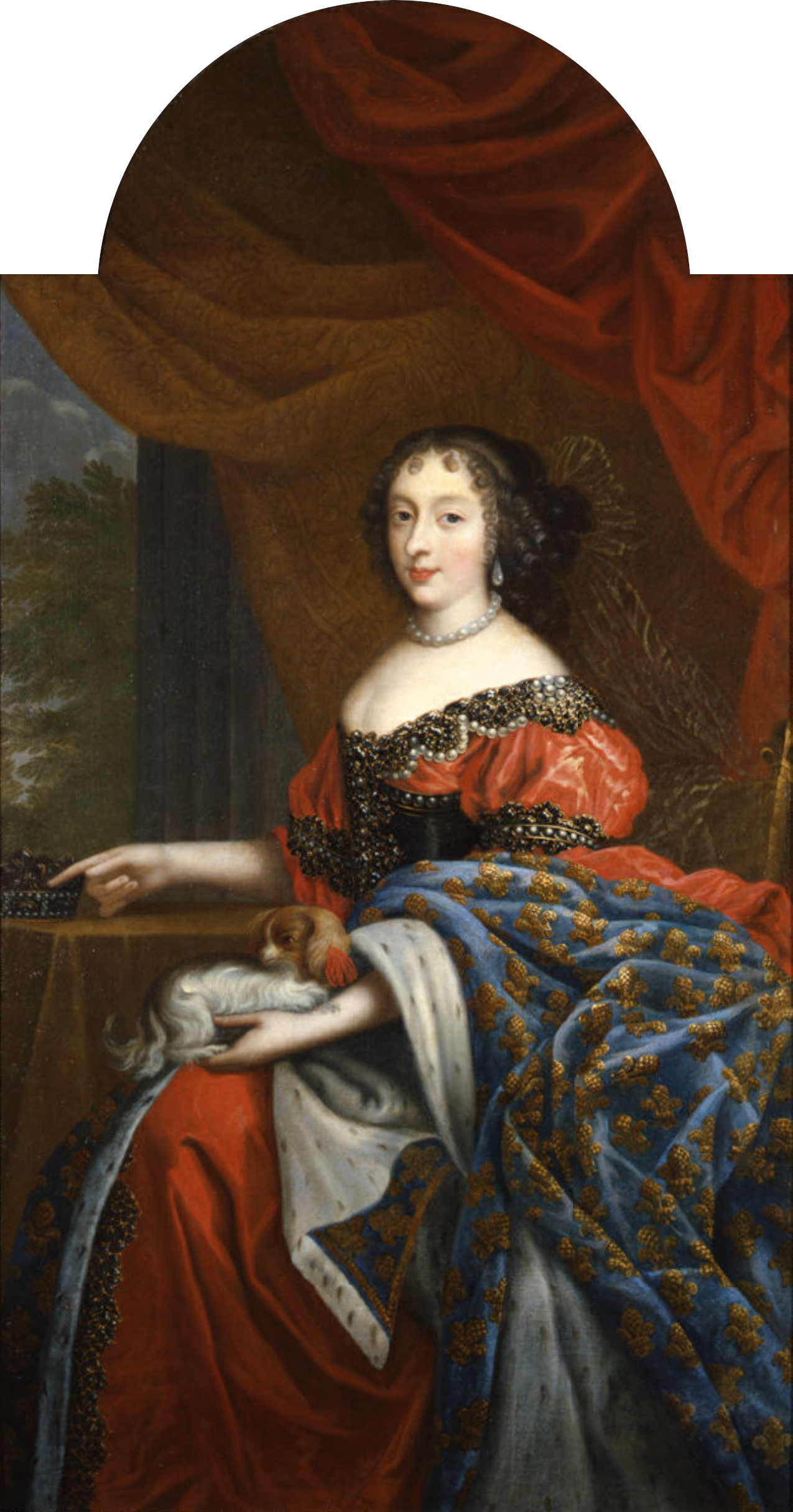
La duchessa reggente Cristina di Borbone-Francia, protettrice di Carlo Emanuele Giacinto di Simiana che fu suo favorito

Dopo la morte di Vittorio Amedeo I, la reggente duchessa Cristina gli assegnò incarichi ancora più rilevanti, attirandogli però le ire del governo francese. Nel 1638, allo scoppio della guerra civile tra "madamisti" e "principisti", il marchese di Pianezza si schierò coi primi in ricordo dei favori ottenuti e così fecero anche sua madre e sua moglie che, nella notte del 27 luglio 1639, accompagnarono la duchessa Cristina nella sua fuga dal Palazzo Reale di Torino dapprima nella cittadella della capitale e poi in Francia. Rimasto in Piemonte, Carlo Emanuele venne nominato nel settembre di quello stesso anno dalla duchessa reggente al ruolo di luogotenente generale per la gestione politica del regno, mentre il generale Villa avrebbe avuto il comando delle truppe sabaude. Il Simiana, a ogni modo, continuò a interessarsi al mestiere delle armi e nel 1640 presenziò a fianco del Villa alla riconquista di Torino, di cui assunse il comando dopo la liberazione dagli spagnoli. Dopo l'arresto di Filippo San Martino di Agliè, il principale favorito della duchessa reggente, e la sua deportazione in Francia nel 1640, il marchese di Pianezza divenne a tutti gli effetti primo ministro del ducato di Savoia, mantenendo tale ruolo per i successivi venticinque anni.
Fu infatti Carlo Emanuele Giacinto a gestire nel 1642 le trattative di pace coi principi Tommaso e Maurizio di Savoia. Parallelamente, continuò col Villa una serie di azioni militari: la presa della Rocca di Verrua del 24 ottobre del 1642 fu forse il suo maggior successo, che pure gli maturò altre inimicizie in Francia e in particolare col cardinale Richelieu che desiderava che le fortezze fossero liberate da armate franco-sabaude e che quindi fossero equamente ripartite nel loro controllo tra le due fazioni, mentre il marchese di Pianezza mirava a fare tutto per conto proprio, così da continuare ad assicurare pienamente il controllo dei Savoia sul loro territorio. Nel 1644, a ogni modo, la duchessa reggente venne costretta a giustificare al governo francese la condotta del Simiana, in particolare perché quest'ultimo si scontrò pochi mesi dopo col cardinale Mazarino per i medesimi motivi, ma nel contempo ella aveva richiesto espressamente che alla pace di Münster, il ducato di Savoia non fosse rappresentato dalla Francia come Mazarino aveva chiesto, bensì da una propria delegazione di diplomatici i quali, era noto, sarebbero stati certamente più favorevoli alla Spagna che al governo francese.
L'opposizione del governo francese all'operato del marchese di Pianezza emerse nuovamente quando, alla fine del 1646, la duchessa Cristina avrebbe voluto nominarlo tutore del figlio Carlo Emanuele II, ma Mazarino intervenne nuovamente e la convinse a nominare al suo posto il marchese Carlo Emanuele Pallavicino. In questo caso aveva giocato una certa rilevanza anche il parere del principe Tommaso Francesco di Savoia il quale aveva ancora rapporti piuttosto tesi col marchese di Pianezza. Per meglio poterlo tutelare, a ogni modo, la duchessa reggente ordinò il trasferimento permanente di Carlo Emanuele Giacinto a Torino, sfruttando l'occasione della morte improvvisa del marchese Pallavicino per nominare finalmente il Pianezza al suo posto come desiderava da tempo.

#### L'Ecclesia militanspiemontese

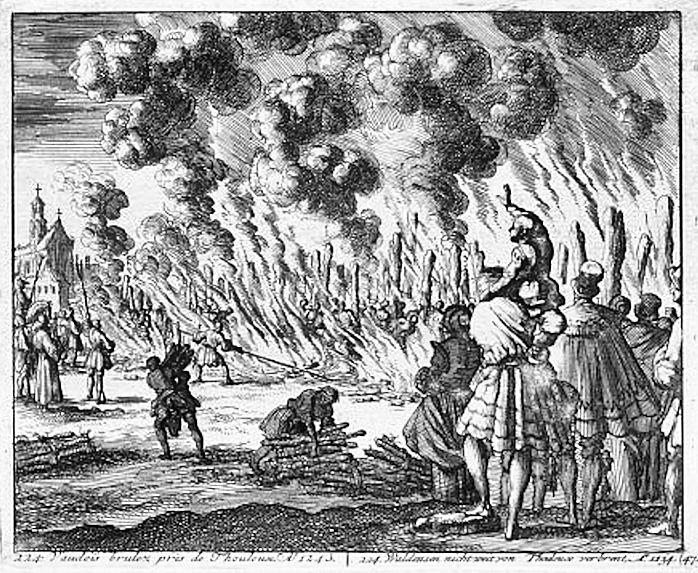
Le Pasque piemontesi furono una serie di violenze efferate contro le comunità dei valdesi e dei protestanti piemontesi promosse dal marchese di Pianezza a metà Seicento

Dalla sua nuova posizione influente, tra le prime azioni del marchese di Pianezza vi fu l'istituzione del Consiglio per l'augmentazione et conservatione della Catholica fede, presieduto dall'arcivescovo di Torino ma di cui facevano parte i principali ministri dello stato. Pur se la presidenza era affidata di ruolo a un ecclesiastico, il marchese di Pianezza continuò a guidare de facto il Consiglio, dando inizio in tutto il territorio sabaudo a una vasta azione di conversione degli eretici che si scagliò in particolar modo contro ugonotti e valdesi e che divenne tristemente nota alla storia col nome di Pasque piemontesi. In quello stesso anno, fu sempre il marchese a chiamare in Piemonte l'ordine dei Paolini con l'intento di cattolicizzare proprio le aree abitate dai valdesi. Queste continue pressioni contro i non cattolici, a ogni modo, mossero dapprima il governo della Confederazione Elvetica e poi quello del Regno d'Inghilterra (per voce di Samuel Morland, rappresentante del governo inglese in Piemonte) a intervenire presso la duchessa Cristina perché facesse cessare le persecuzioni. Sul fronte cattolico, invece, la figura del marchese di Pianezza venne osannata come eroica: egli si dedicò in prima persona a opere a favore della diffusione del cattolicesimo in Piemonte come la fondazione del convento di San Pancrazio a Pianezza che affidò agli agostiniani scalzi, la fondazione di una cappella dedicata a San Nicola da Tolentino nella chiesa torinese di San Carlo e la costruzione, tra il 1663 e il 1667, di un convento di padri missionari sempre nella capitale sabauda. 
Oltre che promotore del cattolicesimo in campo politico e amministrativo, il marchese di Pianezza fu anche autore di una serie di testi quali un commento critico sulle Confessioni di Sant'Agostino edito nel 1655 e di devozione come il trattato La christiana esser la sola religione verace, e doversi perciò da tutti abbracciare, pubblicato a Torino nel 1664, opera che venne ristampata per oltre cinquant'anni anche oltralpe dove conobbe una versione critica sottoscritta da Filippo Maria Bonini, elemosiniere di Luigi XIV. La sua immagine di politico cattolico gli portò anche l'ammirazione di altri scrittori di settore come Francesco Frugoni che gli dedicò il suo trattato De' ritratti critici abbozzati e contornati, pubblicato a Venezia nel 1669.

### Gli ultimi anni
Tra le ultime sue operazioni politiche di successo, vi fu il ravvicinamento diplomatico tra Torino e Venezia nel 1662. Con la morte della duchessa Cristina nel 1663, a ogni modo, il marchese di Pianezza conobbe un periodo non propriamente florido sotto il governo di Carlo Emanuele II. Nel maggio del 1667 chiese e ottenne il permesso di lasciare la corte di Torino, passando le sue cariche al figlio Carlo Giovanni Battista e ritirandosi in convento.
Nel 1655 aveva acquisito dalla famiglia Sfondrati il feudo astigiano di Montafia, il quale però dipendeva direttamente dalla Santa Sede e non dal ducato di Savoia. Nel 1667, poco prima del suo ritiro dalla scena politica, aveva ottenuto da papa Alessandro VII l'erezione del feudo a marchesato, e dal 1672 a principato per opera di papa Clemente X. Così facendo egli riuscì a creare un piccolo stato personale completamente isolato rispetto al resto del Piemonte.
Carlo Emanuele II continuò a consultarlo sulle decisioni politiche dello stato, ma sempre più raramente. Il duca di Savoia a un certo punto prese la decisione di muovere guerra alla Repubblica di Genova nel 1672 e suo figlio venne posto tra i capi dell'operazione, ma venne ritenuto responsabile del fallimento dopo la sconfitta delle armate sabaude. Con la fuga del figlio per evitare la cattura, anche il marchese di Pianezza venne accusato di complicità e arrestato nel settembre del 1674. Venne liberato nel 1677, malato e fortemente provato dalla prigionia, ma morì poco dopo a Torino e la sua salma tumulata nel convento di San Pancrazio a Pianezza, dove una lapide ricorda ancora oggi gli obblighi perpetui dei Padri Agostiniani nei confronti della sua persona e dei suoi familiari.

## Matrimonio e figli
Carlo Emanuele Giacinto di Simiana sposò Giovanna Arborio Gattinara, dalla quale ebbe i seguenti figli:
- Carlo Giovan Battista, suo erede
- Irene di Simiana (1632-?), sposò nel 1646 Carlo Luigi San Martino d'Agliè, marchese di San Damiano, poi gran scudiere di Savoia.
- Francesca Maria Cristina (1640-1693), sposò nel 1653 Francesco Luigi Valperga di Masino ed alla morte di questi si risposò nel 1660 con Francesco Lodovico Ferrero-Fieschi, III principe di Masserano
- Matilde (?-?), sposò nel 1661 Louis Wilcardel de Fleury, marchese di Triviè

## Ascendenza
|                                                                    |                    |                                                  | Genitori                                        |  |  | Nonni |  |  | Bisnonni                                                    |  |  | Trisnonni                                         |  |
|                                                                    |                    |                                                  |                                                 |  |  |       |  |  | Bertrand Rambauld II de Simiane, barone di Cazeneuve Gordes |  |  | Guiran VI de Simiane, signore di Cazeneuve Gordes |  |
|                                                                    |                    |                                                  |                                                 |  |  |       |  |  | Bertrand Rambauld II de Simiane, barone di Cazeneuve Gordes |  |  | Guiran VI de Simiane, signore di Cazeneuve Gordes |  |
|                                                                    |                    | Marguerite Forbin                                |                                                 |  |  |       |  |  | Bertrand Rambauld II de Simiane, barone di Cazeneuve Gordes |  |  |                                                   |  |
| Bertrand-Rambauld III de Simiane, barone di Cazeneuve Gordes       |                    |                                                  |                                                 |  |  |       |  |  | Bertrand Rambauld II de Simiane, barone di Cazeneuve Gordes |  |  |                                                   |  |
|                                                                    |                    | Perrette de Pontevès                             | Jean De Pontevès, signore di Cabanes            |  |  |       |  |  |                                                             |  |  |                                                   |  |
|                                                                    |                    | Perrette de Pontevès                             | Jean De Pontevès, signore di Cabanes            |  |  |       |  |  |                                                             |  |  |                                                   |  |
|                                                                    |                    | Perrette de Pontevès                             | Sibylle De Castellane                           |  |  |       |  |  |                                                             |  |  |                                                   |  |
| Carlo Giovanni di Simiana, signore di Albigny                      |                    | Perrette de Pontevès                             |                                                 |  |  |       |  |  |                                                             |  |  |                                                   |  |
|                                                                    |                    | Charles II Alleman, signore di Séchilienne Laval | Charles I Alleman, signore di Séchilienne Laval |  |  |       |  |  |                                                             |  |  |                                                   |  |
|                                                                    |                    | Charles II Alleman, signore di Séchilienne Laval | Charles I Alleman, signore di Séchilienne Laval |  |  |       |  |  |                                                             |  |  |                                                   |  |
|                                                                    |                    | Charles II Alleman, signore di Séchilienne Laval | Marguerite de Saint-Priest                      |  |  |       |  |  |                                                             |  |  |                                                   |  |
| Guyonne Alleman                                                    |                    | Charles II Alleman, signore di Séchilienne Laval |                                                 |  |  |       |  |  |                                                             |  |  |                                                   |  |
|                                                                    |                    | Anne de Tholigny, signora d'Albigny La Terrasse  | Georges de Tholigny                             |  |  |       |  |  |                                                             |  |  |                                                   |  |
|                                                                    |                    | Anne de Tholigny, signora d'Albigny La Terrasse  | Georges de Tholigny                             |  |  |       |  |  |                                                             |  |  |                                                   |  |
|                                                                    |                    | Anne de Tholigny, signora d'Albigny La Terrasse  | Antoinette de Montainard                        |  |  |       |  |  |                                                             |  |  |                                                   |  |
| Carlo Emanuele Filiberto Giacinto di Simiana, marchese di Pianezza |                    | Anne de Tholigny, signora d'Albigny La Terrasse  |                                                 |  |  |       |  |  |                                                             |  |  |                                                   |  |
|                                                                    | Carlo II di Savoia | Filippo II di Savoia                             |                                                 |  |  |       |  |  |                                                             |  |  |                                                   |  |
|                                                                    | Carlo II di Savoia | Filippo II di Savoia                             |                                                 |  |  |       |  |  |                                                             |  |  |                                                   |  |
|                                                                    | Carlo II di Savoia | Claudina di Brosse                               |                                                 |  |  |       |  |  |                                                             |  |  |                                                   |  |
| Emanuele Filiberto di Savoia                                       | Carlo II di Savoia |                                                  |                                                 |  |  |       |  |  |                                                             |  |  |                                                   |  |
|                                                                    |                    | Beatrice di Portogallo                           | Manuele I del Portogallo                        |  |  |       |  |  |                                                             |  |  |                                                   |  |
|                                                                    |                    | Beatrice di Portogallo                           | Manuele I del Portogallo                        |  |  |       |  |  |                                                             |  |  |                                                   |  |
|                                                                    |                    | Beatrice di Portogallo                           | Maria d'Aragona e Castiglia                     |  |  |       |  |  |                                                             |  |  |                                                   |  |
| Matilde di Savoia, II marchesa di Pianezza                         |                    | Beatrice di Portogallo                           |                                                 |  |  |       |  |  |                                                             |  |  |                                                   |  |
|                                                                    |                    | Giovanni Tommaso Langosco, conte di Stroppiana   | Stefano Langosco, conte di Stroppiana           |  |  |       |  |  |                                                             |  |  |                                                   |  |
|                                                                    |                    | Giovanni Tommaso Langosco, conte di Stroppiana   | Stefano Langosco, conte di Stroppiana           |  |  |       |  |  |                                                             |  |  |                                                   |  |
|                                                                    |                    | Giovanni Tommaso Langosco, conte di Stroppiana   | …                                               |  |  |       |  |  |                                                             |  |  |                                                   |  |
| Beatrice Langosco, I marchesa di Pianezza                          |                    | Giovanni Tommaso Langosco, conte di Stroppiana   |                                                 |  |  |       |  |  |                                                             |  |  |                                                   |  |
|                                                                    |                    | Delia Roero di Sanseverino                       | …                                               |  |  |       |  |  |                                                             |  |  |                                                   |  |
|                                                                    |                    | Delia Roero di Sanseverino                       | …                                               |  |  |       |  |  |                                                             |  |  |                                                   |  |
|                                                                    |                    | Delia Roero di Sanseverino                       | …                                               |  |  |       |  |  |                                                             |  |  |                                                   |  |
|                                                                    |                    | Delia Roero di Sanseverino                       |                                                 |  |  |       |  |  |                                                             |  |  |                                                   |  |